# Välijärvi (sjö i Kiuruvesi, Norra Savolax)
Välijärvi är en sjö i kommunen Kiuruvesi i landskapet Norra Savolax i Finland. Sjön ligger 127,1 meter över havet. Den är 0,8 meter djup. Arean är 1,65 kvadratkilometer och strandlinjen är 8,36 kilometer lång. Sjön  ingår i Vuoksens huvudavrinningsområde.   Den ligger omkring 100 kilometer norr om Kuopio och omkring 410 kilometer norr om Helsingfors. 